# 1917年俄国革命后的乌克兰
随着1917年俄国革命的结束，俄罗斯帝国随之瓦解。1918年第一次世界大战结束后，各党派开始展开围绕乌克兰领土的争夺。这也最终让一度统治加利西亚的奥匈帝国走向了分裂。奥匈帝国的瓦解对乌克兰的民族主义运动产生了巨大影响，在短短的四年时间里，甚至出现了多个乌克兰政府。这一时期，乐观主义和民族建構思想统领了乌克兰，但混乱和内战仍然存在着。1921年，原本的乌克兰分为波兰和乌克兰苏维埃社会主义共和国两个部分；第二年的条例让后者加入了苏联。这一变动让原本的混乱局势有所缓和，乌克兰族人所管辖的区域则最终也划归了捷克斯洛伐克和罗马尼亚两地。

## 联合与纷争

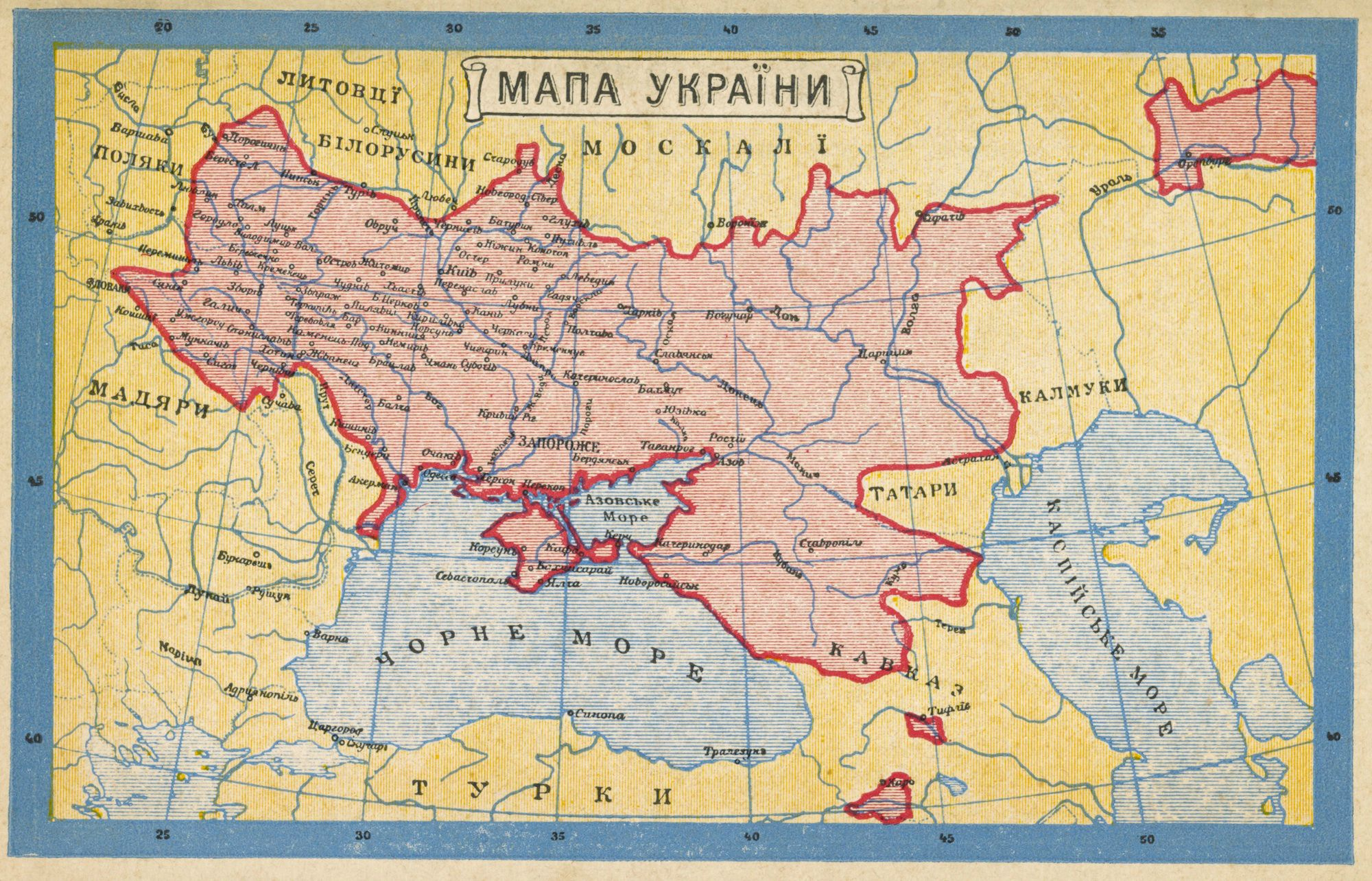
1919年的旧邮票上画有的乌克兰版图

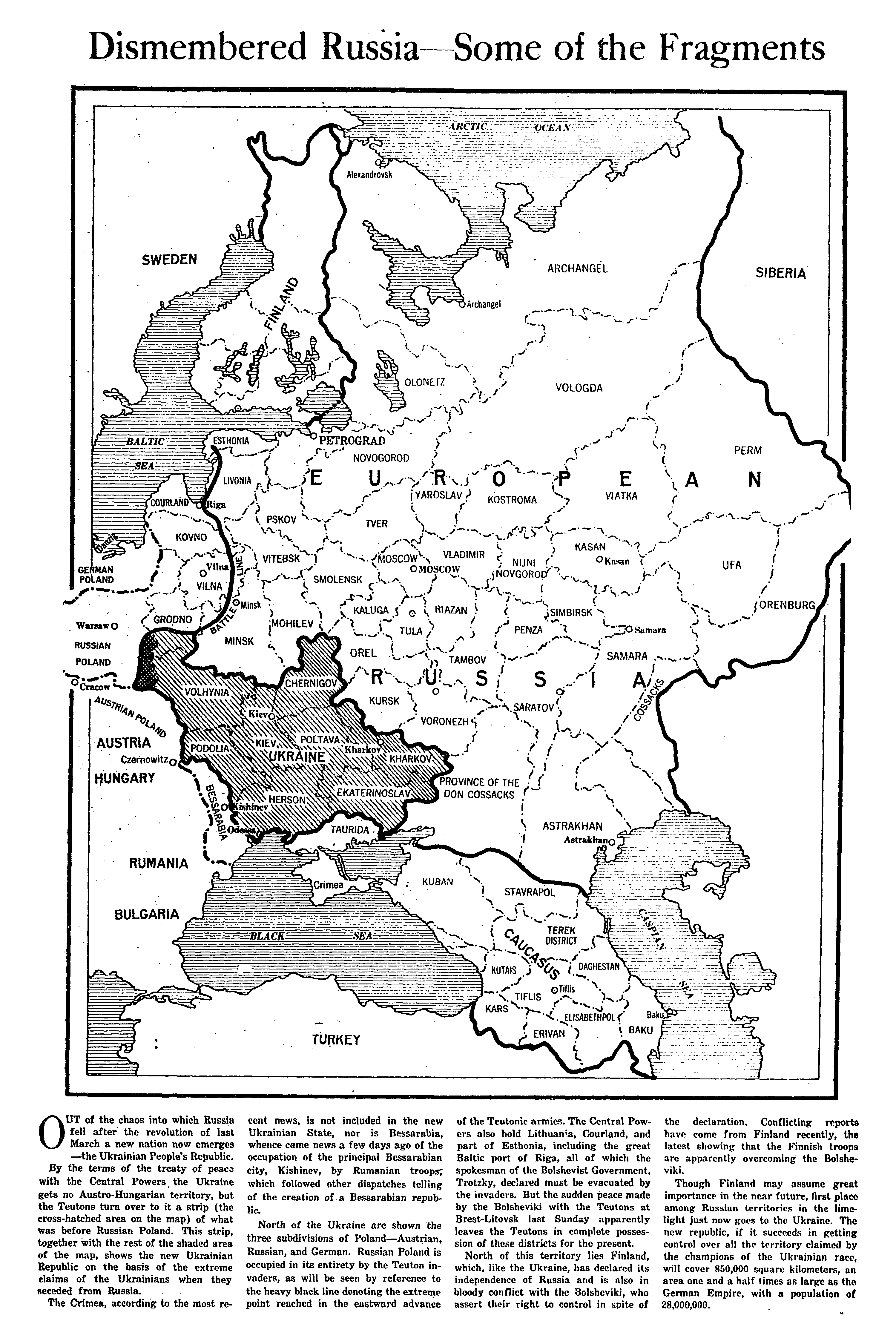
1918年2月，纽约时报刊文中，明确展现了俄罗斯帝国时期奥匈帝国吞并之前乌克兰人民共和国领土中的西烏克蘭人民共和國部分。地图上的版图仍是一战期间德军已经从俄罗斯手中夺取前的大小，之后签订的布列斯特-立陶夫斯克條約也批准乌克兰独立。 1918年4月29日，乌克兰人民共和国正式解体

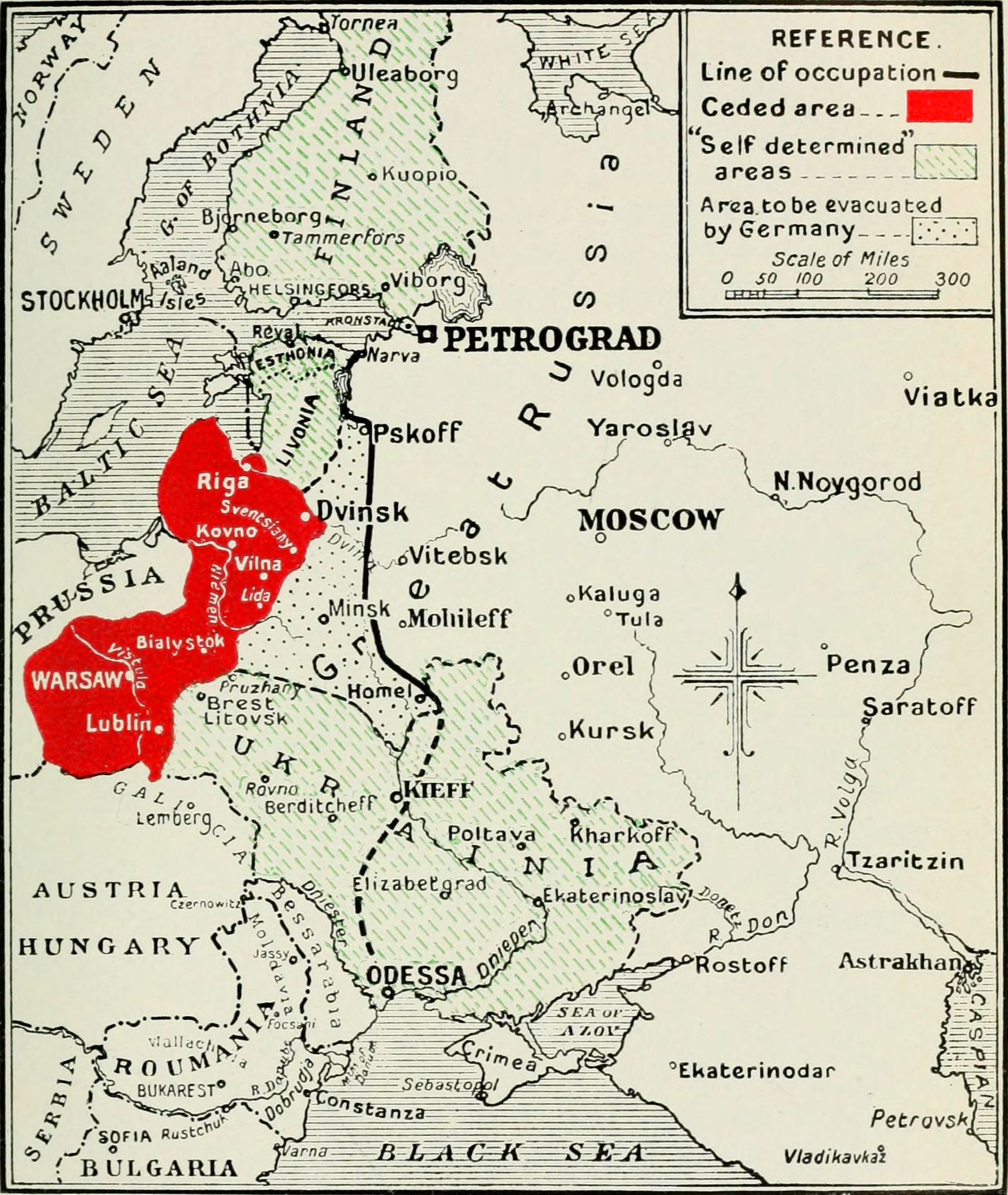
乌克兰在布列斯特-立托夫斯克一线的边界划定。

在沙皇尼古拉二世倒台之后，米哈伊洛·赫鲁舍夫斯基率领的乌克兰民族主义团体同彼得格勒的俄国临时政府联络，获许在基辅组织中央拉达。中央拉达由乌克兰社会革命党、乌克兰社会民主工党、俄罗斯社会民主工党、犹太工党总工会、波兰民族党、军、农、工人代表等各党派组成，并且很快得到了乌克兰军队的支持。1917年6月23日，中央拉达发布第一次普遍决议，宣布乌克兰将在一个联邦制的俄国内实现自治。这一决议也得到了6月28日第一次全乌克兰农民代表大会的热烈支持。
十月革命爆发后不久，基輔也发生了布尔什维克起义。在这之后，1917年11月20日，中央拉达发布第三次普遍决议，宣布成立乌克兰人民共和国，定都基辅。决议谴责了在彼得格勒进行革命的布尔什维克，声称其引发的骚乱是严重的非法行为。然而，由于这时的彼得格勒原政府已经解散，中央拉达已经别无选择，而宣布乌克兰自治。随后，俄罗斯临时政府承认了乌克兰地区政府的管辖权。然而，之后的乌克兰人民共和国拒绝承认新成立的苏俄政府，这转而又让中央拉达内部变得剑拔弩张。苏俄政府希望建立起一个新的俄语母语使用者的联盟，而乌克兰共产党在中央拉达的2500席中只占100名。布尔什维克和其他一些人离开了基辅，转而前往哈尔科夫参加了地方代表大会并最终将其更名为全乌克兰工兵农苏维埃代表大会。1917年12月25日，以克里斯蒂安·拉科夫斯基为首的乌克兰布尔什维克政府成立；他们对外一致否定了乌克兰人民共和国政府的合法性。
苏俄政府在彼得格勒成立没多久便开始了与同盟国和谈的程序。谈判结束两个多月后，苏俄代表团的负责人越飞与同盟国签订布列斯特条约，自1918年3月3日起生效。这一条约直接导致了乌克兰从俄罗斯的管辖中脱离，成为了一个彻底的独立国家，这也恰恰是多数俄罗斯人不愿意看到的。1918年的大饥荒更是雪上加霜，进一步削弱了列宁领导下的共产党在苏俄的地位。 在这之后，乌克兰继续获得领土，而得益于同盟国的军队深入俄罗斯，越来越多的乌克兰人得以脱离俄罗斯的管辖，尤其是库班、顿河哥萨克和捷列克哥萨克，这些地区的居民都以乌克兰族人居多。 1918年春末，乌克兰在同盟国的支持下获得了对伏尔加河下游的控制权，并开始通过察里津和萨拉托夫的伏尔加港口接收来自巴库的石油资源。 与此同时，哥萨克人也因先前遭遇的去哥萨克化而对苏俄共产主义怀恨在心。1918年7月6日，德国驻俄罗斯大使米尔巴赫伯爵在莫斯科遇刺，这也导致后续许多不满布列斯特条约中诸多条款的布尔什维克在契卡领导人费利克斯·捷尔任斯基的支持下组织各种游击战和恐怖活动。
1917年底至1918年初，乌克兰人民共和国兵败基辅，最终让这座首都落入布尔什维克部队之手长达数月。然而，同盟国支持的人民共和国部队仍然控制着乌克兰的大部分地区，并最终于1918年3月1日重新从布尔什维克手中夺回基辅；布尔什维克也只得暂时避其锋芒，撤退至俄罗斯亚速海沿岸的塔甘罗格并建立了政府。1918年4月29日，自由哈布安德曼大会推选支持沙皇的将军帕维尔·斯科洛帕茨基为乌克兰的新一代领导人；这位新任领导旁落了中央拉达，导致人民共和国名存实亡。除此之外，他还宣布乌克兰共产党为非法组织。1918年11月13日至14日，乌克兰社会民主工党推翻了帕维尔的政府，人民共和国终于恢复了正常运转。这时，苏俄开始鼓励乌克兰布尔什维克军队发起反扑，并且承认乌克兰布尔什维克为乌克兰唯一的合法政府。乌克兰人民共和国政府发出严正抗议，要求布尔什维克停止敌对行动；后者起初先是无视了这一要求，随后宣称这一要求不足以阻止他们。一场战争近在咫尺；终于，乌克兰人民共和国政府于1919年1月16日对布尔什维克宣战。然而，布尔什维克与多方无政府主义者结成联盟，最终击溃了乌克兰军队。
与此同时，西乌克兰人民共和国于1918年10月19日在利沃夫宣布成立。作为拥有欧洲最大的石油储备地区的国家，西乌克兰象征性地加入了乌克兰人民共和国——他们的最终目的是在同波兰的战争中分到一杯羹。事实上，最终巴黎和会期间前往参会的乌克兰人民共和国代表并没有得到凡尔赛条约的承认。之后的波苏战争期间，乌克兰人民共和国麾下的部队表现不佳，在临近战争结束时与波兰的联盟早已不足以确保共和国的安全。战后，里加和约签订；自此，乌克兰领土分裂为中部乌克兰苏维埃社会主义共和国、西部波兰、克里米亚、库班和哥萨克两部分，东部则划归俄罗斯。除此之外，喀尔巴阡鲁塞尼亚与布科维纳也先后被划入捷克斯洛伐克和罗马尼亚；乌克兰自此一蹶不振，逐渐成为了残存国家。
1922年12月，布尔什维克在乌克兰正式确立了自己的政权。在这之后，苏维埃乌克兰正式与俄罗斯、白俄罗斯和外高加索三国联合，组建了苏维埃社会主义共和国联盟。

## 外国干涉
乌克兰的混乱局势一度引起多个当时的大国关注。加拿大学者奥莱斯特·苏布特尔尼在关于欧洲历史的概述中如是写道：
|  | 1919 年，乌克兰逐渐陷入了混乱。其几度陷入的如此彻底的无政府状态、内乱和民权旁落在整个欧洲的现代历史中都是从未有过的。来自乌克兰本土、布尔什维克、白军、协约国（法国）、波兰和无政府主义者的六支部队都在乌克兰的领土上活动，而基辅也在不到一年之内五次易手。蔓延各地的战线将所有的城市和地区彼此之间阻断，迫使着人们前往农村觅食，也让整座死寂的城市又徒增了饥饿的气氛。 |

全球各国对乌克兰这一时期的看法也不尽相同。英国人认为，这个新国家过于自命不凡，令人耻笑。白俄罗斯人因为反对布尔什维克主义而团结起来——他们只是想要将乌克兰恢复为俄罗斯的一个省。苏俄的布尔什维克则不相信所谓的民族主义，两次进军乌克兰，但最终都未能夺取对农场的控制，进而也无法实现农场集体化。不过，他们在1920年第三次入侵乌克兰时终于取得了成功。美国人认为，1919年乌克兰政府对犹太人的大规模屠杀将会令后人气愤不已。德国人支持乌克兰民族主义者站在苏俄一边，但他们的真正目标却是国内急需的粮食供应——乌克兰政府极弱的组织能力，无法保证食品运输的稳定性与安全性。 波兰人则希望乌克兰的土地上能够建立起一个能够与德国人对抗的国家。法国人因为希望波兰成为抵抗德国的盟友，因此也支持波兰的想法。事实上，波兰确实在1919年占领了乌克兰，但于1920年的波苏战争中又失去了乌克兰的控制权。

## 执政核心

### 乌克兰政府（1917-1920）
- 乌克兰人民共和国中央拉达：1917年3月17日-1918年4月29日
- 烏克蘭國：1918年4月29日-1918年12月14日
- 西乌克兰人民共和国乌克兰全国委员会：1918年10月18日-1919年1月22日（事实上独立至1919年7月）
- 乌克兰人民共和国理事会：1918年11月14日-1920年

### 乌克兰苏维埃人民共和国
- 乌克兰人民苏维埃共和国：1917年12月25日-1918年3月
- 第二届乌克兰苏维埃政府：1918 年11月20日-1919年8月
- 全乌克兰革命委员会：1919年4月–1919年7月
- 第三届乌克兰苏维埃政府：1919年12月21日至1991年
- 加利西亚: 1920年7月8日–1920 年9月21日